# Lindsay Allen
Lindsay Allen (ur. 20 marca 1995 Clinton) – amerykańska koszykarka, występująca na pozycji rozgrywającej, od 2022 zawodniczka Minnesota Lynx.
W 2013 została wybrana do I składu All-America (przez McDonald’a, WBCA, USA Today) oraz II składu All-America (przez MaxPreps). Została też wybrana najlepszą zawodniczką szkół średnich Dystryktu Kolumbii (Gatorade Washington DC High School Player of the Year). Zaliczono ją trzykrotnie do I składu All-Metro (2012, 2012, 2013 przez Washington Post).
15 lutego 2021 trafiła w wyniku wymiany do Indiana Fever. 21 lipca 2022 zawarła umowę z Minnesotą Lynx. 22 sierpnia 2022 została zawodniczką PolskiejStrefyInwestycji Enea Gorzów Wielkopolski. 

## Osiągnięcia
Stan na 12 czerwca 2023, na podstawie, o ile nie zaznaczono inaczej.

### NCAA
- Wicemistrzyni NCAA (2014, 2015)
- Uczestniczka:
  - Elite 8 turnieju NCAA (2014, 2015, 2017)
  - Sweet 16 turnieju NCAA (2014–2017)
- Mistrzyni:
  - turnieju konferencji Atlantic Coast (2014–2017 – ACC)
  - sezonu regularnego ACC (2014–2017)
- Most Outstanding Player (MOP=MVP) turnieju NCAA Oklahoma City Regional (2015)
- MVP turnieju ACC (2017)
- Zaliczona do:
  - I składu:
    - ACC (2016, 2017)
    - WBCA All-Region (2016, 2017)
    - NCAA All-Regional (2017)
    - turnieju:
      - ACC (2016, 2017)
      - Preseason WNIT (2017)
      - NCAA Oklahoma City Regional (2015)

  - III składu:
    - All-America (2017 przez Associated Press)
    - Freshman All-America (2014 przez Full Court Press )

  - składu honorable mention All-American (2015 przez AP, Full Court Press)
- Liderka ACC w asystach (2015–2017)

### WNBA
- Wicemistrzyni WNBA (2020)[6]

### Drużynowe
- Mistrzyni Australii (WNBL – 2022)
- Brązowa medalistka mistrzostw Polski (2023)[7]
- Finalistka Pucharu Polski (2023)[8]

### Indywidualne
- MVP:
  - finałów WNBL (2022)[9]
  - miesiąca EBLK (grudzień 2022)[10]
- Zaliczona do:
  - I składu kolejki EBLK (7, 8, 11, 17 – 2022/2023)[11][12][13][14]
  - II składu WNBL (2022)

### Reprezentacja
- Mistrzyni świata U–17 (2012)